# Margomulyo (Gunung Malela)
Margomulyo is een bestuurslaag in het regentschap Simalungun van de provincie Noord-Sumatra, Indonesië. Margomulyo telt 1438 inwoners (volkstelling 2010).